# The Heart of Wetona
The Heart of Wetona è una commedia teatrale scritta da George Scarborough nel 1916. Il lavoro di genere western, prodotto dalla Charles Frohman, Inc. e da David Belasco, restò in scena per 95 rappresentazioni, chiudendo i battenti nel maggio 1916.

## Trama
Wetona, la figlia del capo Quannah e di una donna bianca, è divisa tra la cultura materna e quella paterna. Quando torna alla sua tribù dopo un lungo periodo in cui è stata lontana per studiare in una scuola dei bianchi, il problema si acutizza.

## Cast della prima: 29 febbraio 1916
- Ethel Benton: Nauma
- H.G. Carleton: Nipo
- Chief Deer: Eagle
- Curtis Cooksey: Comanche Jack
- William Courtleigh: Quannah
- John Miltern: John Hardin
- Isabel O'Madigan: Mary Greer
- Lowell Sherman: Anthony Wells
- Edward L. Snader: David Wells
- Lenore Ulric: Wetona
- Langdon West: Pasequa

## Trasposizioni cinematografiche
- The Heart of Wetona di Sidney Franklin (1919)